# 오오쿠 (1968년)
오오쿠(大奥, 1968년)는 1968-1969년 사이에 방영된 일본의 간사이TV의 시대극 드라마이다. 이 이야기는 에도 시대의 오오쿠를 배경으로 하며, 역사적 사실을 바탕으로 한 픽션 드라마이다. 오오쿠는 수천 명의 여성이 한 명의 도쿠가와 쇼군을 위해 일하며, 여성들이 거주하던 에도 성 내부에 있는 여성들만 거주하는 공간을 뜻한다. 토에이의 오카다 시게루 프로듀서가 기획 제작한 1967년의 영화 '오오쿠 비밀 이야기'로 부터 에로 부분을 희석해 오오쿠에서의 여자들의 권력과 암투를 중점으로 재구성해 TV드라마화 한 것이다.

## 출연진

### 오오쿠ㆍ토쿠가와가
| - 카스가노츠보네 (이에미츠 유모·오오쿠 소오토리시마리) : 미마스 아이코 - 오란, 훗날의 오라쿠노카타 (이에미츠 측실·이에쓰나 생모) : 타치바나 마스미 - 오만노카타 (이에미츠 측실·오오쿠 총단속) : 사쿠라마치 히로코 - 케이쇼인 (이에미츠 측실 오타마노카타 · 츠나요시 생모) : 이토 에이코 → 츠키오카 유메지 - 도쿠가와 이에야스 : 나카무라 다케야 - 도쿠가와 이에미츠: 나카야마 진 - 아사노미야 아키코 (이에츠나 정실) : 후지 스미코 - 도쿠가와 이에츠나 : 카가와 히데토 → 츠가와 마사히코 - 야지마노츠보네 (이에즈나의 유모) : 코구레 미치요 - 텐주인 (이에미쓰 미망인·혼리인) : 카토 하루코 - 아네노코지노츠보네 (아키코 소속 죠로. 아키코와 친자매라는 설정) : 오오츠카 미치코 - 아스카이노츠보네 (아키코 소속 조로오토시요리) : 야기 마사코 - 노부코 (츠나요시 정실) : 후지타 요시코 - 오덴노카타 (츠나요시 측실. 토쿠마츠와 츠루히메 생모) : 나카무라 타마오 - 에몬노스케 (죠로오토시요리・츠나요시 측실이라는 설정) : 와캬아나기 키쿠 - 키타노마루 (츠나요시 측실・오오스케노츠보네) : 미우라 후미코 - 타케히메 (키타노마루의 양녀) : 노조에 히토미 - 도쿠가와 츠나요시 : 타카하시 마사야 - 도쿠가와 미츠쿠니 (미토번주) : 야나기 쿠니지로 → 사사키 타카마루 - 오호라노카타 (이에노부 생모) : 오오우치 쥰코 - 코노에 히로코 (이에노부 정실) : 타카노 미치코 - 사쿄노카타・겟코인 (이에노부 측실, 이에츠구 생모) : 타카미네 미에코 - 에지마 (오오쿠 츄도시요리, 겟코인의 동생 하츠네라는 설정) : 아리마 이네코 - 미야지 (오오쿠 오토시요리) : 모모야마 미츠루 - 도쿠가와 이에노부 : 오오무라 후미타케 - 후쿠마츠 (훗날의 7대 쇼군 이에츠구ㆍ나베마츠) : 마츠바 히로스케 - 츠루히메 (츠나요시 딸, 키이 츠나노리 정실) : 타케하라 에이코 - 오스메노카타 : 토미나가 미사코 (이에노부 측실) ※신스케 - 오치카노카타 : 이시카와 아미코 (이에노부 측실) ※우콘노카타 | - 마사코노카타 (요시무네 정실) : 요시유키 카즈코 - 죠엔인 (요시무네 생모) : 사요 후쿠코 - 도쿠가와 요시무네 : 마츠카타 히로키 - 도쿠가와 츠구토모 (오와리번주) : 사카키바라 다이스케 - 도쿠가와 츠나에다 (미토번주) : 시마 야스히코 - 도쿠가와 츠나노리 (키이번주) : 콘도 마사오미 - 나미노미야 마스코 (이에시게 정실) : 사사키 아이 - 도쿠가와 이에시게 : 카와구치 히로시 - 오치호노카타 (이에하루 측실・이에모토 생모) : 오바타 키누코 - 도쿠가와 이에하루 : 코바야시 요시히로 (후계자 시절) - 도쿠가와 이에모토 (이에하루 후계자) : 오오타 히로유키 - 코다이인 (이에나리 정실) : 이부키 유키코 - 도쿠가와 이에나리 : 니시무라 코 - 오미요노카타 : 이나가키 미호코 (이에나리 측실) - 오하나노카타 : 이치카와 카즈코 (위와 동일) - 오쵸노카타 : 미하라 요코 (위와 동일) - 오라쿠노카타 : 토미나가 미사코 (위와 동일. 이에요시 생모 - 아네노코지 (이에요시 죠로오토시요리) : 카와라자키 시즈에 - 도쿠가와 이에요시 : 마츠우라 노리오 → 이케베 료 - 오코토 (이에요시 측실) : 미나미다 요코 (슈게츠인) - 오미츠노카타 (이에요시 측실, 이에사다 생모): 아라이 시게코 - 스미코・텐쇼인 (이에사다 정실) : 미타 요시코 → 키타시로 마키코 - 도쿠가와 이에사다 : 하야카와 타모츠 - 아츠코노카타 : 사키야마 하루모토 - 우타하시 : 코바야시 이즈미 - 카즈노미야 (이에모치 정실) : 미소라 히바리 - 도쿠가와 이에모치 : 이시자카 코지 - 니와타 츠구코 : 테라시마 노부코 ※역명은 토키와이 - 도쿠가와 나리아키 (미토번주) " 타무라 야소스케 - 마츠다이라 요시나가 (후쿠이번주) : 모리 겐타로 - 미카코 (요시노부 정실) : 타니구치 카오루 - 도쿠가와 요시노부 : 아마치 시게루 |